# Кубок Бориса Ельцина
Кубок первого президента России Бориса Николаевича Ельцина — ежегодный международный коммерческий турнир женских волейбольных сборных команд. Проводится с 2003 года в Екатеринбурге (до 2008 года также в Нижнем Тагиле).

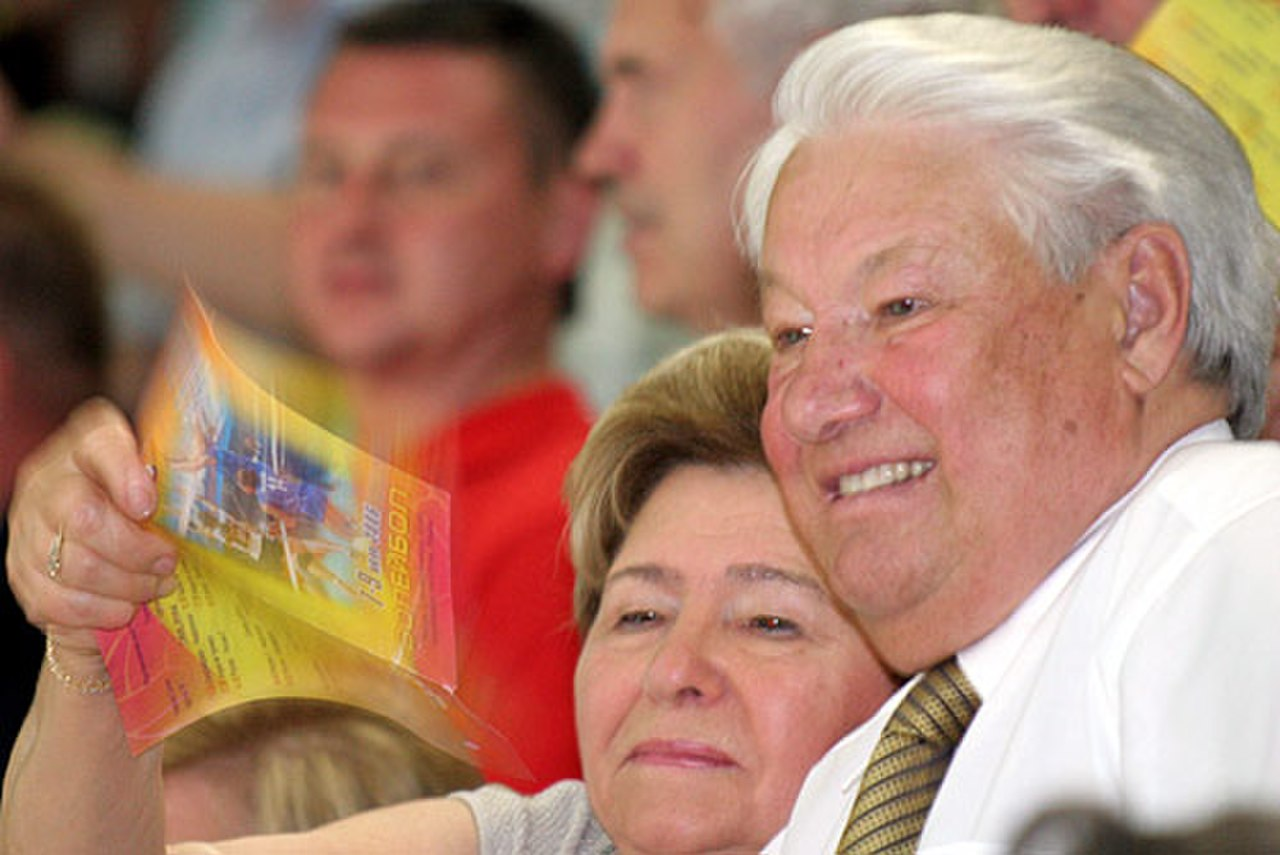
Борис и Наина Ельцины на четвёртом турнире (2006 год)

## Медалисты
| Дата                   | 1-е место  | 2-е место  | 3-е место                |
| ---------------------- | ---------- | ---------- | ------------------------ |
| 2003, 11—16 июня       | Россия     | Китай      | Азербайджан              |
| 2004, 20—25 апреля     | Россия     | Куба       | Азербайджан              |
| 2005, 15—19 июня       | Россия     | Нидерланды | Турция                   |
| 2006, 7—12 июля        | Китай      | Россия     | Нидерланды               |
| 2007, 28 июня — 3 июля | Китай      | Нидерланды | Россия                   |
| 2008, 11—16 июня       | Россия     | Болгария   | Нидерланды               |
| 2009, 28 июня — 2 июля | Россия     | Япония     | Нидерланды               |
| 2010, 6—11 июля        | Россия     | Китай      | Нидерланды               |
| 2011, 5—10 июля        | Китай      | Бразилия   | Россия                   |
| 2012, 4—8 июля         | Россия     | Италия     | Бразилия                 |
| 2013, 26—30 июня       | Россия     | Италия     | Доминиканская Республика |
| 2014, 9—13 июля        | Болгария   | Россия     | Нидерланды               |
| 2015, 17—21 июня       | Россия     | Китай      | Чехия                    |
| 2016, 19—21 сентября   | Швейцария  | Россия     | «Динамо» Краснодар       |
| 2017, 26—30 июня       | Сербия     | Россия     | Турция                   |
| 2018, 15—17 мая        | Нидерланды | Россия     | Таиланд                  |

## История
Летом 2002 года главный тренер «Уралочки» и женской сборной России по волейболу Николай Карполь на встрече с Борисом Ельциным и руководством Всероссийской федерации волейбола выступил с инициативой о проведении нового международного турнира сборных команд. Первый президент России дал согласие на то, чтобы турнир назывался его именем, инициативу Карполя также всецело поддержал губернатор Свердловской области Эдуард Россель. Победителей соревнований было решено награждать переходящим кубком, изготовленным уральскими камнерезами.

### 2003
Дебютный розыгрыш Кубка Ельцина, в котором приняли участие 8 национальных сборных, был приурочен к открытию крупных арен на Среднем Урале — Дворца игровых видов спорта «Уралочка» в Екатеринбурге и физкультурно-оздоровительного комплекса «Металлург-Форум» в Нижнем Тагиле. Первым победителем Кубка Ельцина стала сборная России, выигравшая все свои матчи.
Финал. Россия — Китай — 3:1 (25:16, 25:23, 27:29, 26:24). Матч за 3-е место. Азербайджан — США — 3:2 (22:25, 28:26, 25:22, 18:25, 15:11).

### 2004
Второй розыгрыш Кубка в связи с подготовкой национальных сборных к Олимпийским играм в Афинах прошёл не в июне, а в апреле. Подопечные Карполя вновь были вне конкуренции. В финале российские волейболистки крупно обыграли сборную Кубы.
Финал. Россия — Куба — 3:0 (25:19, 25:21, 25:23). Матч за 3-е место. Азербайджан — Доминиканская Республика — 3:2 (23:25, 25:21, 20:25, 25:18, 15:6).

### 2005
Этот турнир сильно отличался от двух предыдущих — количеством участников (6 вместо 8), формулой проведения (однокруговой турнир без плей-офф) и лихо закрученным сюжетом. Даже после завершения последнего матча, в котором сборная России под руководством нового тренера, Джованни Капрары, проиграла команде Азербайджана в пяти партиях, имя обладателя Кубка Бориса Ельцина стало известно не сразу — болельщикам пришлось ждать результатов подсчёта соотношения очков во всех матчах сборных России и Нидерландов, поскольку те финишировали с абсолютно одинаковыми главными показателями — балансом побед и поражений (4—1) и соотношением партий (14:6). По очкам всё же лучше оказались россиянки — на 0,026. В споре за третье место Турция также лишь по соотношению партий превзошла сборную Азербайджана.

### 2006
В финале четвёртого Кубка Ельцина ожидаемо встретились команды России и Китая. Азиатская команда, в заявке которой присутствовало девять олимпийских чемпионок Афин-2004, праздновала победу в пяти партиях. Борис Ельцин в последний раз участвовал в церемонии награждения и фотографировался с призёрами турнира.
Финал. Китай — Россия — 3:2 (25:22, 14:25, 25:20, 18:25, 15:9). За 3-е место. Нидерланды — Турция — 3:0 (25:17, 25:21, 26:24).

### 2007
Впервые на трибунах екатеринбургской и тагильской арен не было главного болельщика. Первый президент России Борис Ельцин умер 23 апреля, но замечательная традиция собирать летом на Урале сильнейшие волейбольные команды мира была продолжена. С этого года турнир вошёл в официальный календарь FIVB.
Сборная Китая, как и годом ранее, показала самый содержательный волейбол и принимала поздравления от Наины Иосифовны. На игре подопечных Чэнь Чжунхэ не сказалось даже отсутствие знаменитой Фэн Кунь — заменявшая её 18-летняя Вэй Цююэ провела турнир очень уверенно и была признана организаторами лучшей связующей Кубка. В финале китаянки в упорном матче обыграли симпатичную команду Нидерландов. Эти же сборные в конце августа заняли первые два места на турнире Гран-при, причём в обратной последовательности — на финальном турнире в Нинбо голландки смогли взять реванш у хозяек соревнований, а затем отпраздновали и общую победу.
Сборная России впервые предстала на Кубке Ельцина в ранге действующего чемпиона мира, но без ряда ключевых игроков. Также впервые в составе сборной уральские болельщики не увидели игроков местного клуба. Тем не менее воспитанница легендарной «Уралочки» Ольга Фатеева вошла в тройку самых результативных игроков турнира (лучшей по этому показателю стала лидер сборной Турции Неслихан Дарнель, она же была признана MVP турнира).
Финал. Китай — Нидерланды — 3:1 (25:21, 22:25, 25:18, 37:35). За 3-е место. Россия — Турция — 3:1 (19:25, 25:23, 25:23, 25:20).

### 2008
Турнир прошёл по той же формуле, что и в 2005 году. Состав участников из-за сверхплотного международного календаря сборных, готовившихся к Олимпиаде в Пекине, оказался слабее, чем в предыдущие годы. Сборная России за тур до окончания соревнований гарантировала себе первое место. Екатерина Гамова и капитан сборной Марина Шешенина стали четырёхкратными обладателями Кубка первого президента России. Лучшей на турнире была признана доигровщица сборной Нидерландов Дебби Стам.

### 2009
Сборная России отстояла титул сильнейшей команды Кубка Ельцина. На пути к плей-офф россиянки проиграли сборным Японии и Азербайджана, но в полуфинале сенсационно обыграли команду Нидерландов, а в решающем матче взяли реванш у японок. Эта победа стала первым успехом обновлённой сборной под руководством Владимира Кузюткина. MVP турнира была признана диагональная сборной Нидерландов Манон Флир. Участвовавшая во всех пяти победных турнирах сборной России уралочка Марина Шешенина была награждена призом «Мисс турнира», а японская связующая Ёсиэ Такэсита — призом «За верность волейболу».
Финал. Россия — Япония — 3:2 (20:25, 25:20, 25:18, 20:25, 16:14). За 3-е место. Нидерланды — Куба — 3:0 (25:17, 25:23, 25:21).

### 2010
В турнире приняли участие 6 команд, причём на групповом этапе каждая команда играла со своими соперниками по группе, а также проводила товарищеский матч с одной из сборных другой группы. Главные фавориты, сборные России и Китая, сыграли друг с другом в не имевшем турнирного значения матче открытия, а спустя 5 дней встретились в финале — и оба раза сильнее были россиянки. Центральная блокирующая сборной Китая Сюэ Мин была награждена призом MVP Кубка Ельцина, голландка Манон Флир получила награду «Мисс турнира», а связующая сборной России Евгения Старцева названа лучшим молодым игроком.
Финал. Россия — Китай — 3:0 (30:28, 25:16, 25:17). За 3-е место. Нидерланды — Италия — 3:0 (25:23, 25:19, 25:23).

### 2011
Турнир прошёл по той же формуле, что и в прошлом году. В заявке сборной России не было Екатерины Гамовой и Любови Соколовой и обеих основных либеро — Екатерины Кабешовой и Светланы Крючковой. В полуфинале, в котором российская команда со счётом 2:3 уступила впервые участвовавшей в Кубке Ельцина сборной Бразилии, получили травмы Татьяна Кошелева и Наталия Гончарова. В финальном матче бразильянки, в составе которых также не было нескольких ключевых игроков, на тай-брейке проиграли сборной Китая, а Россия в упорной борьбе с командой Польши завоевала «бронзу».
Финал. Китай — Бразилия — 3:2 (37:35, 19:25, 25:27, 25:23, 15:10). За 3-е место. Россия — Польша — 3:2 (22:25, 25:22, 25:22, 22:25, 16:14).

### 2012
Пять команд, приехавших в Екатеринбург на юбилейный, X Кубок Бориса Ельцина, играли по круговой системе. К последнему дню соревнования шанс занять первое место имели сборные России и Италии. В составе российской команды после перерыва снова присутствовали, но не выходили на площадку Любовь Соколова и Татьяна Кошелева, за итальянскую сборную сыграли практически все победительницы Кубка мира-2011. Победу во встрече этих команд со счётом 3:0 (25:23, 25:18, 25:22) одержала сборная России, в седьмой раз ставшая обладателем Кубка. Индивидуальные призы распределились следующим образом: лучший игрок — Екатерина Гамова, мисс турнира — Наталия Обмочаева, лучший молодой игрок — Евгения Старцева.

### 2013
В 2013 году, на старте очередного олимпийского цикла и накануне Универсиады в Казани, большинство команд-участниц Кубка Бориса Ельцина предстали в заметно обновлённых составах. Так в сборной Италии из игроков, выступавших на Играх в Лондоне, была только Каролина Костагранде, а в заявке сборной России — Мария Бородакова, Наталия Обмочаева и не игравшая из-за травмы Светлана Крючкова. В финальном матче между этими соперниками победу одержала команда Юрия Маричева. Действиями «Скуадры Адзурры» в Екатеринбурге вместо оставшегося на Апеннинах главного тренера Марко Менкарелли руководил Паоло Тофоли, лучшим игроком турнира стала нападающая его команды Индре Сорокайте. Одним из важных событий XI Кубка Бориса Ельцина стало чествование игроков сборной СССР, 25 лет назад завоевавших золотые медали на Олимпийских играх в Сеуле.
Финал. Россия — Италия — 3:1 (22:25, 25:21, 25:14, 25:18). За 3-е место. Доминиканская Республика — Куба — 3:1 (25:16, 25:27, 25:22, 25:22).

### 2014
В 2014 году у Кубка Ельцина появился новый чемпион — сборная Болгарии, одержавшая победу под руководством возглавившего её в феврале прежнего наставника сборной России Владимира Кузюткина. Российская команда, в отличие от своих соперников, выступала на турнире без ряда ведущих игроков — Наталии Обмочаевой, Татьяны Кошелевой, Юлии Морозовой, Анастасии Шляховой. Начав с поражения от Нидерландов и одержав победу на тай-брейке у Доминиканской Республики, подопечные Юрия Маричева всё же вышли в полуфинал благодаря победе голландок над доминиканками в заключительный день группового этапа. Оба полуфинальных матча завершились со счётом 3:2 — Россия победила Японию, а Болгария, также начинавшая турнир с поражения, оказалась сильнее сборной Нидерландов. Более двух часов продолжался финальный матч, в котором болгарки уступали со счётом 1:2, но благодаря лучшему функциональному состоянию выиграли концовку четвёртой партии, а в начале тай-брейка, после того как подвернула ногу и была заменена основная диагональная соперниц Наталья Малых, добились решающего преимущества. Приз MVP турнира достался нападающей сборной Нидерландов Юдит Питерсен. Болельщики приняли участие в благотворительной лотерее «Мы вместе», собрав за 5 дней соревнований 91 450 рублей.
Финал. Болгария — Россия — 3:2 (16:25, 25:20, 28:30, 25:23, 15:11). За 3-е место. Нидерланды — Япония — 3:0 (25:22, 25:14, 25:17).

### 2015
Турнир проходил с участием 5 команд по круговой системе. Дебютантами Кубка Ельцина стали сборные Израиля и Чехии. Победу в соревнованиях одержала сборная России, не отдавшая соперницам ни одной партии. Лучшим игроком турнира признана диагональная российской команды Наталия Обмочаева, лучшей нападающей — Моран Зур (Израиль), блокирующей — Екатерина Жданова (Казахстан), либеро — Анна Малова (Россия), подающей — Гун Сянюй (Китай), связующей — Павла Винкоурова (Чехия), лучшей из молодых игроков сборной России — Ксения Ильченко, приз «мисс турнира» достался россиянке Александре Пасынковой.

### 2016
В 2016 году турнир был перенесён на сентябрь и приурочен к 50-летию волейбольного клуба «Уралочка»-НТМК. В связи с особенностями спортивного календаря в олимпийском сезоне к участию в Кубке Ельцина заявились альтернативные составы команд. Под флагом сборной России выступила «Уралочка», усиленная двумя волейболистками казанского «Динамо» (Ириной Заряжко и Дарьей Столяровой) и возглавляемая Николаем Карполем и Ришатом Гилядзутдиновым. Победителем турнира стала Швейцария, которую представляла команда «Волеро» (Цюрих) под руководством Зорана Терзича. Также в соревновании приняли участие краснодарское «Динамо» и молодёжная сборная Турции U23. Самым ценным игроком XIV Кубка Ельцина признана нападающая «Волеро» Добриана Рабаджиева.

### 2017
В XV розыгрыше Кубка Ельцина участвовали 5 команд. Судьба трофея решилась в заключительный день в матче между сборными России и Сербии, до личной встречи не потерпевших на турнире ни одного поражения. Серебряные призёры Олимпийских игр в Рио-де-Жанейро в пяти партиях взяли верх над российской командой, которую в начале года вновь возглавил Владимир Кузюткин. Наставник сборной Сербии Зоран Терзич стал победителем Кубка Ельцина второй раз подряд. Индивидуальных призов удостоились россиянки Евгения Старцева (лучшая связующая), Ирина Королёва (лучшая блокирующая), Анна Лазарева (лучший молодой игрок), Радмила Береснева из Казахстана (лучшая подающая), турчанка Симге Шебнем Акёз (лучшая либеро), болгарка Элица Василева («мисс турнира»), сербки Бояна Живкович (лучшая связующая) и Бранкица Михайлович (MVP).

### 2018
Кубок Ельцина 2018 года прошёл в рамках первого тура нового международного турнира — Лиги наций с участием национальных команд России, Аргентины, Нидерландов и Таиланда. Судьба титула определилась в последний игровой день в матче между сборными России и Нидерландов, в котором голландки одержали победу со счётом 3:0.

### 2019
Розыгрыш Кубка Ельцина прошёл в Екатеринбурге с 18 по 20 июня в рамках Лиги наций. В розыгрыше приняли сборные России, США, Нидерландов и Таиланда. В турнире победила сборная США, а россиянки проиграли все три матча.

## Участники
|                          | 03 | 04 | 05 | 06 | 07 | 08 | 09 | 10 | 11 | 12 | 13 | 14 | 15 | 16 | 17 | 18 |
| ------------------------ | -- | -- | -- | -- | -- | -- | -- | -- | -- | -- | -- | -- | -- | -- | -- | -- |
| Азербайджан              | 3  | 3  | 4  | 5  | 6  | —  | 6  | —  | —  | —  | —  | —  | —  | —  | —  | —  |
| Аргентина                | —  | —  | —  | —  | —  | —  | —  | —  | —  | —  | —  | —  | —  | —  | —  | 4  |
| Беларусь                 | —  | —  | —  | —  | 7  | 5  | 5  | 6  | —  | —  | —  | —  | —  | —  | —  | —  |
| Болгария                 | —  | —  | 5  | —  | —  | 2  | —  | —  | —  | —  | —  | 1  | —  | —  | 4  | —  |
| Бразилия                 | —  | —  | —  | —  | —  | —  | —  | —  | 2  | 3  | —  | —  | —  | —  | —  | —  |
| Германия                 | —  | —  | —  | —  | —  | —  | —  | 5  | —  | —  | —  | —  | —  | —  | —  | —  |
| «Динамо» Краснодар       | —  | —  | —  | —  | —  | —  | —  | —  | —  | —  | —  | —  | —  | 3  | —  | —  |
| Доминиканская Республика | —  | 4  | —  | —  | —  | —  | —  | —  | —  | —  | 3  | 5  | —  | —  | —  | —  |
| Израиль                  | —  | —  | —  | —  | —  | —  | —  | —  | —  | —  | —  | —  | 4  | —  | —  | —  |
| Италия                   | 5  | —  | —  | —  | —  | —  | —  | 4  | —  | 2  | 2  | —  | —  | —  | —  | —  |
| Куба                     | —  | 2  | 6  | 6  | —  | —  | 4  | —  | —  | 4  | 4  | —  | —  | —  | —  | —  |
| Нидерланды               | —  | —  | 2  | 3  | 2  | 3  | 3  | 3  | 5  | —  | —  | 3  | —  | —  | —  | 1  |
| Казахстан                | —  | —  | —  | 7  | —  | —  | —  | —  | —  | —  | —  | 6  | 5  | —  | 5  | —  |
| Китай                    | 2  | —  | —  | 1  | 1  | —  | —  | 2  | 1  | —  | —  | —  | 2  | —  | —  | —  |
| Польша                   | —  | —  | —  | —  | —  | —  | —  | —  | 4  | 5  | 6  | —  | —  | —  | —  | —  |
| Россия                   | 1  | 1  | 1  | 2  | 3  | 1  | 1  | 1  | 3  | 1  | 1  | 2  | 1  | 2  | 2  | 2  |
| Россия-2                 | —  | —  | —  | 8  | 8  | —  | —  | —  | —  | —  | —  | —  | —  | —  | —  | —  |
| Сербия                   | —  | —  | —  | —  | —  | —  | —  | —  | —  | —  | —  | —  | —  | —  | 1  | —  |
| США                      | 4  | 5  | —  | —  | —  | —  | —  | —  | —  | —  | —  | —  | —  | —  | —  | —  |
| Таиланд                  | —  | 7  | —  | —  | —  | —  | —  | —  | —  | —  | —  | —  | —  | —  | —  | 3  |
| Турция                   | 7  | 6  | 3  | 4  | 4  | —  | —  | —  | —  | —  | —  | —  | —  | 4  | 3  | —  |
| Украина                  | —  | —  | —  | —  | —  | 4  | —  | —  | 6  | —  | —  | —  | —  | —  | —  | —  |
| Хорватия                 | 8  | 8  | —  | —  | —  | 6  | —  | —  | —  | —  | —  | —  | —  | —  | —  | —  |
| Чехия                    | —  | —  | —  | —  | —  | —  | —  | —  | —  | —  | —  | —  | 3  | —  | —  | —  |
| Швейцария                | —  | —  | —  | —  | —  | —  | —  | —  | —  | —  | —  | —  | —  | 1  | —  | —  |
| Япония                   | 6  | —  | —  | —  | 5  | —  | 2  | —  | —  | —  | 5  | 4  | —  | —  | —  | —  |